# Polaroid SX-70
A Polaroid SX-70 é uma câmara reflex dobrável de lente única, que foi produzido pela Polaroid Corporation entre 1972 e 1977.
A SX-70 foi a primeira SLR instantânea e a primeira a realmente imprimir o filme de forma automática, sem a necessidade de intervenção do fotógrafo. A SX-70 também foi notável por seu design elegante e dobrável, o que permitiu a câmara ser compacta o suficiente para caber no bolso de camisa, quando dobrada.

## Retorno às prateleiras
Em 2017, a Polaroid Originals colocou à venda uma série de unidades da SX-70 restauradas.